# Lispe probohemica
Lispe probohemica är en tvåvingeart som först beskrevs av Speiser 1914.  Lispe probohemica ingår i släktet Lispe och familjen husflugor. Inga underarter finns listade i Catalogue of Life.